# Спортивные сооружения зимних Олимпийских и Паралимпийских игр 2014
Спортивные сооружения XXII Олимпийских зимних игр 2014 года  расположены в двух кластерах: прибрежном и горном. Оба кластера находятся в Адлерском районе города Сочи. Прибрежный кластер находится в Имеретинской низменности и представляет собой совокупность спортивных сооружений, а также других объектов, предназначенных для проведения олимпийских игр. Горный кластер расположен примерно в 40 километрах от Имеретинской низменности в горах, в районе Красной Поляны.

## Прибрежный кластер
Центральным объектом прибрежного кластера является Олимпийский парк. Он объединяет все спортивные объекты, парковую зону и объекты инфраструктуры. Впервые в истории зимних Олимпийских и Паралимпийских игр все ледовые арены находятся в шаговой доступности друг от друга. Одновременно в парке могут находиться около 75 тыс. посетителей. Помимо спортивных сооружений, на которых прошли олимпийские состязания, в прибрежном кластере расположены две тренировочные арены: одна для фигурного катания и шорт-трека с двумя ледовыми полями, вторая — тренировочная арена для хоккея, также с двумя ледовыми полями.
| Сооружение                                                                                        | Спорт                                         | Спорт                                         | Вместимость | Готовность |
| Сооружение                                                                                        | Олимпийские игры                              | Паралимпийские игры                           | Вместимость | Готовность |
| ------------------------------------------------------------------------------------------------- | --------------------------------------------- | --------------------------------------------- | ----------- | ---------- |
| Олимпийский стадион «Фишт»                                                                        | Церемонии: · открытия/закрытия, · награждения | Церемонии: · открытия/закрытия, · награждения | 40000       | 2013       |
| Большой ледовый дворец «Большой»                                                                  | Хоккей с шайбой                               | —                                             | 12 000      | 2012       |
| Ледовая арена «Шайба»                                                                             | Хоккей                                        | Следж-хоккей                                  | 7000        | 2012       |
| Кёрлинговый центр «Ледяной куб»                                                                   | Кёрлинг                                       | Кёрлинг на колясках                           | 3000        | 2012       |
| Дворец зимнего спорта «Айсберг»                                                                   | Фигурное катание Шорт-трек                    | —                                             | 12000       | июнь 2012  |
| Конькобежный центр Адлер-Арена                                                                    | Конькобежный спорт                            | —                                             | 8000        | 2012       |
| Медальная площадь                                                                                 | Церемонии награждения                         | —                                             |             | зелёная ✓  |
| Тренировочный каток для фигурного катания и шорт-трека (не входит официально в список сооружений) | —                                             | —                                             |             |            |
| Тренировочный каток для хоккея (не входит официально в список сооружений)                         | —                                             | —                                             |             |            |

## Горный кластер
| Сооружение                                       | Спорт                               | Спорт                | Вместимость                                | Готовность                                                 |
| Сооружение                                       | Олимпийские игры                    | Паралимпийские игры  | Вместимость                                | Готовность                                                 |
| ------------------------------------------------ | ----------------------------------- | -------------------- | ------------------------------------------ | ---------------------------------------------------------- |
| Лыжно-биатлонный комплекс «Лаура»                | Биатлон Лыжные гонки                | Биатлон Лыжные гонки | 7500                                       | июнь 2013                                                  |
| Горнолыжный центр «Роза Хутор»                   | Горнолыжный спорт                   | Горнолыжный спорт    | 7500                                       | (1-й комплекс) декабрь 2011 · (2-й комплекс) сентябрь 2012 |
| Комплекс для прыжков с трамплина «Русские горки» | Лыжное двоеборье Прыжки с трамплина | —                    | 7500                                       | декабрь 2011                                               |
| Санно-бобслейная трасса «Санки»                  | Бобслей Санный спорт Скелетон       | —                    | 5000                                       | 2012                                                       |
| Экстрим-парк «Роза Хутор»                        | Фристайл Сноуборд                   | —                    | 4000 (фристайл-центр) 6250 (сноуборд-парк) | сентябрь 2012                                              |

## Использование инновационных технологий
Все ключевые объекты Сочи-2014 оснащены системами мониторинга строительных конструкций и инженерных систем, разработанными НПО «Содис» (в настоящее время ООО  «Содис Лаб»). Использование технологий позволило обеспечить непрерывный контроль состояния олимпийских объектов, своевременное обнаружение дефектов в период возведения конструкций, возможность оценки влияния природных и техногенных факторов на состояние конструкций (во время строительства Малой ледовой арены системой мониторинга конструкций зафиксированы данные трёх землетрясений, использованные впоследствии для анализа состояния конструкций), тем самым гарантировав высокий уровень безопасности спортивных объектов и Олимпиады Сочи-2014 в целом..